# 곽재식
곽재식(郭財植, 1982년 ~ )은 한국의 화학자, 소설가다. 필명은 게렉터(gerecter). 숭실사이버대학교 환경안전공학과 교수다. 부산외고 중국어과를 졸업하고 KAIST에 진학하여 2002년에 학사 학위를 취득하고, 대학원에 진학해 화학을 전공하여 석사 학위를 취득하였다. 최종 학력은 연세대학교 공학박사다. 이후 연구원으로 활동하면서 소설가를 겸업했다. 최근에는 여러 과학 교양서, 전설, 미스터리에 관한 책도 여럿 출간했다. 대체로 곽재식의 작품 경향은 평범한 일상을 재미있게 묘사하는 가운데 반전이 많다고 평가되고 있다. 과학소설 장르에서도 활발히 활동하고 있으며, 발표된 작품 중 일부는 텔레비전 드라마화 또는 만화화되기도 하였다.
곽재식은 실험적인 소설 또한 써오고 있는데, 그의 140자 소설은 트위터 포스팅 하나 안에서 모든 이야기가 완결되는 극단적으로 짧은 환상소설과 과학소설로, EBS 라디오 방송에서 소개된 이후 널리 알려졌다.

## 저서
- 《당신과 꼭 결혼하고 싶습니다》 (온우주) 2013년 5월 ISBN 978-89987110-1-6
- 《모살기》 (온우주) 2013년 5월 ISBN 978-89987110-2-3
- 《사기꾼의 심장은 천천히 뛴다》 (알에이치코리아) 2014년 12월 ISBN 978-89255547-4-7
- 《역적전》 (알에이치코리아) 2014년 12월 ISBN 978-89255550-4-1
- 《최후의 마지막 결말의 끝》 (오퍼스프레스) 2015년 6월 ISBN 979-11951454-8-5
- 《책 속으로 떠나고 싶은 당신을 위한 판타지 안내서》 (피커북) 2015년 8월 ISBN 979-11955054-8-7
- 《은하수 풍경의 효과적 공유》 (에픽로그) 2016년 11월 ISBN 979-11857835-4-3
- 《로봇 공화국에서 살아남는 법》 (구픽) 2016년 12월 ISBN 979-11956514-8-1
- 《140자 소설》 (구픽) 2016년 12월 ISBN 979-11956514-9-8
- 《토끼의 아리아》 (아작) 2017년 5월 ISBN 979-11872065-2-1
- 《가장 무서운 이야기 사건》 (엘릭시르) 2017년 9월 ISBN 978-89546483-6-3
- 《행성 대관람차》 (그래비티북스) 2017년 12월 ISBN 979-11962501-0-2
- 《항상 앞부분만 쓰다가 그만두는 당신을 위한 어떻게든 글쓰기》 (위즈덤하우스) 2018년 5월 ISBN 979-11622057-7-8
- 《한국 괴물 백과》 (워크룸프레스) 2018년 12월 ISBN 979-11893561-1-8
- 《이상한 용손 이야기》 (창비) 2019년 6월 ISBN 978-89364590-1-7
- 《지상 최대의 내기》 (아작) 2019년 7월 ISBN 979-11890156-7-1
- 《우리가 과학을 사랑하는 법》 (위즈덤하우스) 2019년 8월 ISBN 979-11901827-6-8
- 《삶에 지칠 때 작가가 버티는 법》 (북스피어) 2019년 10월 ISBN 978-89987919-1-9

공저
- 《한국 환상 문학 단편선》 (황금가지) 2008년 7월 ISBN 978-89601725-5-5
- 《U ROBOT》 (황금가지) 2009년 2월 ISBN 978-89601719-2-3
- 《SF 크로스 미래과학》 (우리학교) 2017년 9월 ISBN 979-11870504-5-2
- 《근방에 히어로가 너무 많사오니》 (민음인) 2018년 9월 ISBN 979-11588843-1-4
- 《아직은 끝이 아니야》 (아작) 2019년 2월 ISBN 979-11890154-9-7
- 《냉면》 (안전가옥) 2019년 2월 ISBN 979-11963470-2-4
- 《토피아 단편선 세트》 (요다) 2019년 3월 ISBN 979-11890991-1-4
- 《전쟁은 끝났어요》 (요다) 2019년 3월 ISBN 979-11890991-2-1
- 《소설의 첫 만남》 (창비) 2019년 6월 ISBN 978-89364589-9-7
- 《기생감》 (온우주) 2019년 12월 ISBN 978-89987113-6-8